# Paris-Mondial
Paris-Mondial est une station de radiodiffusion généraliste française d’État en ondes courtes à diffusion internationale qui succède au Poste Colonial et émet du 23 mars 1938 au 17 juin 1940.

## Histoire
Face à une situation politique internationale tendue avec l'Allemagne, le ministre des PTT Georges Mandel prend conscience de la nécessité de transformer le Poste Colonial en une radio capable de porter la voix de la France vers l'étranger, à l'image de ce que font déjà Radio Moscou, Radio Vatican, BBC Empire Service, l'Allemagne et l'Italie. Le 14 juillet 1935, il publie un décret arrêtant le statut de la radio coloniale de l'État français dans lequel il énonce sa volonté d'étendre l'influence française au monde entier et non au seul Empire colonial français et entend jeter les bases d'une radiodiffusion internationale française. Il présente cette doctrine dans une lettre au président de la République Albert Lebrun : « Les peuples étrangers pourront prendre contact chaque jour avec le nôtre. Pour bien servir notre pays, il suffit de présenter impartialement le spectacle de son effort quotidien. ». 
En décembre 1935, il fait voter par le Parlement un projet de construction d'un centre d'émissions d'ondes courtes à Noyant-d'Allier, près de Moulins, constitué de six émetteurs de 100 kW, avec une mise en service prévue pour août 1937. En juin 1936, le Front populaire arrive au pouvoir, et le nouveau ministre des PTT, Robert Jardillier, abandonne la construction du centre qu'il juge trop coûteuse (60 millions de francs), alors que le terrain choisi est déclaré inapte à accueillir un centre d'émission. Cette décision provoque la protestation des parlementaires et en janvier 1937, le gouvernement décide de procéder à la construction sur le site d'émission des Essarts-le-Roi (Seine-et-Oise) d'un nouveau centre émetteur ondes courtes, afin de remplacer l'émetteur de Pontoise utilisé par le Poste Colonial. Il est inauguré le 23 mars 1938 par le ministre des PTT, Jean-Baptiste Lebas, et comprend un émetteur de 25 kW, trois fois plus puissant que celui de Pontoise, qui utilise désormais 15 fréquences au lieu de trois, mais est limité à une émission simultanée sur une seule fréquence (donc une seule direction, une seule langue). 
Lors de cet évènement, le Poste Colonial est renommé Paris Ondes Courtes, puis Paris-Mondial le 1er avril 1938, affirmant ainsi clairement la nouvelle vocation internationale de ce poste d’État qui n'est plus voué à s'adresser uniquement à l'Empire colonial français. 
Le nouveau directeur est Jean Fraisse, un proche du ministre radical-socialiste Albert Sarraut. Édouard Daladier, arrivé au pouvoir le 10 avril, nomme Pascal Copeau chef de toutes les séquences en langues étrangères. Trois émissions en langues étrangères revêtent un caractère important dans le contexte troublé de la fin des années 1930 : la section allemande, qui recrute des juifs allemands, la rédaction italienne, sous la responsabilité d'Emmanuel Modigliani, avocat antifasciste et frère du peintre, et la section espagnole, composée de républicains espagnols, sous la responsabilité de Christian Ozanne. 
Face à l'aggravation des tensions internationales et la menace de guerre qui se précise, le gouvernement français crée en février 1939 un centre permanent d'information générale directement rattaché à la présidence du Conseil. Les émissions en langue étrangère y sont rattachées et le nombre de langues diffusées est augmenté. Aux six langues étrangères d'origine, s'ajoutent les langues de pays alliés de la France comme le néerlandais, le roumain ou le serbo-croate, mais surtout, dans un contexte international exacerbé où sévit la propagande, les langues des pays alliés de l'Allemagne nazie, ou ayant un modèle politique dictatorial, ou présentant une menace pour les intérêts français et ceux de ses alliés comme le bulgare, le japonais, le grec, le russe et le turc, afin de leur opposer une propagande française. À la suite de l'entrée des troupes allemandes en Tchécoslovaquie le 21 mars 1939, des émissions en tchèque et en slovaque sont diffusées. 
Le 22 juillet 1939 tous les services radiophoniques français publics et privés sont placés sous l'autorité du Commissariat général à l'Information et de son commissaire, l'écrivain Jean Giraudoux. Celui-ci charge le diplomate Jacques Fouques-Duparc de suivre les services d'émissions en langues étrangères, dont l'activité s'intensifie à l'approche de la guerre. À chaque menace ou occupation d'un pays par le Troisième Reich, de nouvelles émissions en langues étrangères sont mises à l'antenne. Le 1er septembre 1939 débute la campagne de Pologne qui déclenche la Seconde Guerre mondiale. Paris-Mondial diffuse des émissions en polonais et dénonce les atrocités commises par les Allemands. Les émissions en danois et en norvégien apparaissent le 9 avril 1940 alors que débute l'Opération Weserübung. Pascal Copeau coordonne alors plus de 80 collaborateurs, de nationalités et d'horizons très divers, qui réalisent des émissions en 20 langues. 
Paris-Mondial change d'autorité de tutelle le 29 juillet 1939, passant de l'administration des Postes, télégraphes et téléphones (PTT) à celle de la Radiodiffusion Française Nationale (RN) nouvellement créée, qui groupe tous les services de la radiodiffusion publique sous son autorité unique. 
Le 10 mai 1940, la Wehrmacht engage la bataille de France et pénètre sur le territoire français. Le 20 mai 1940, en pleine attaque allemande sur la France, toutes les émissions artistiques, de variétés ou de divertissement sont interdites sur toutes les ondes françaises. Seules restent les émissions d'informations dans toutes les langues, les déclarations du Gouvernement et les communiqués de l'armée. Le 9 juin 1940, Paris-Mondial diffuse ses dernières émissions depuis Paris et le personnel étranger de la Radiodiffusion nationale est invité à partir pour Tours, d'où sont réalisées les émissions le lendemain. Au fur et à mesure de l'avancée allemande, le personnel de Paris-Mondial se replie à Poitiers, puis Toulouse et Bordeaux d'où reprennent les émissions. Le 17 juin 1940, Paris-Mondial relaie le discours du maréchal Pétain, nommé la veille Président du Conseil, qui annonce la cessation des combats et la demande d'armistice, puis suspend ses émissions juste après la diffusion de celui-ci, comme tous les postes d'État. La suspension devient définitive à la signature de la convention d’armistice et le service de Pascal Copeau est démantelé. 

## Organisation

### Dirigeants
- Jean Fraysse : directeur (avril 1938 - 17 juin 1940)

- Pascal Copeau : responsable des séquences en langues étrangères (avril 1938 - 17 juin 1940)

### Mission
La mission dévolue à Paris-Mondial est de répandre la culture française à travers le monde en 20 langues différentes et de diffuser une propagande française à destination de l'Allemagne et de ses alliés.

### Siège
Le siège de Paris-Mondial se situe à l'Institut colonial au 98 bis, boulevard Haussmann à Paris. En septembre 1939, les émissions en langues étrangères déménagent au service des transmissions du ministère des PTT au sous-sol du 20, avenue de Ségur à Paris.  

## Programmes
En tant que voix de la France vers l'étranger, Paris-Mondial émet 24 heures sur 24 en vingt langues : allemand, anglais, arabe, bulgare, danois, espagnol, grec, italien, japonais, néerlandais, norvégien, polonais, portugais, roumain, russe, serbo-croate, slovaque, suédois, tchèque et turc. 
En plus de ses émissions d'actualité, Paris-Mondial diffuse aussi des chroniques, des conférences académiques et des émissions artistiques, y compris des pièces radiophoniques. Parmi les écrivains et écrivaines dont les textes ont été diffusés sur Paris-Mondial, on peut citer les noms de Colette et de María Teresa Léon,. L'écrivain irlandais Samuel Beckett a aussi préparé un "sketch" pour le poste mais ce texte n'a pas pu être diffusé, la diffusion d'émissions artistiques ayant été interdite à la suite de l'invasion allemande.
Début 1939, les journalistes de langue étrangère abandonnent le principe de la traduction exclusive à partir d'un communiqué de presse unique en français et lisent à l'antenne des textes rédigés par leur soin, sur la base toutefois d'informations d'agences de presse préalablement filtrées par le centre permanent d'information générale mis en place depuis le mois de février 1939.

## Diffusion
Paris-Mondial est diffusée sur 15 fréquences par un émetteur en ondes courtes de 25 kW, construit par la Compagnie française Thomson-Houston (CFTH) aux Essarts-le-Roi, près de Rambouillet, et qui permet de toucher tous les continents grâce à ses antennes installées de façon à pouvoir orienter les émissions à volonté. 
Des émissions de Paris-Mondial en allemand sont aussi diffusées sur l'émetteur de Radio-Strasbourg PTT pour tenter de contrecarrer la propagande hitlérienne de Radio-Stuttgart, qui diffuse en français les interventions pro-nazies de Paul Ferdonnet, et des bulletins d'information en espagnol sont repris par différents postes de radiodiffusion du Sud-Ouest de la France audibles en Espagne comme Radio Bordeaux Sud-Ouest, Bordeaux-Lafayette PTT, Radio-Agen, Toulouse-Pyrénées et Limoges PTT.
Le nouveau centre Ondes Courtes d'Allouis, baptisé "le Mondial", est mis en service le 1er septembre 1939. Il est équipé de deux émetteurs de 100 kW permettant d'offrir quatre fréquences ondes courtes supplémentaires (24, 25, 31 et 41 mètres) pour compléter le rayonnement de Paris-Mondial.